# Pietro Bellotti
Pietro Bellotti (* 1. August 1942 in Turin; † 10. Februar 2022 in Orbassano) war ein italienischer Ringer.

## Biografie
Pietro Bellotti gewann bei den Mittelmeerspielen 1967 Bronze in der Klasse bis 70 kg und nahm an den Olympischen Sommerspielen 1968 in Mexiko-Stadt teil. Dort belegte er in der Klasse bis 70 kg im griechisch-römischen Stil den 12. Platz. Ein Jahr später wurde er bei den Europameisterschaften Sechster.